# Бровастые терпуги
Бровастые терпуги (лат. Hexagrammos) — род морских донных рыб семейства терпуговых. Содержит 5 или 6 видов.

## Внешний вид
Спинной плавник бровастых терпугов с выемкой примерно на середине. Хвостовой плавник широкий, округлый или усеченный.
У большинства видов, кроме однолинейного терпуга, по пять боковых линий. Однолинейный терпуг имеет одну боковую линию, за что его иногда выделяют в отдельный род — однолинейные терпуги (Agrammus).

## Места обитания
Водятся у берегов в зарослях водорослей, среди подводных скал или рифов.

## Питание
Хищники. Основная пища — ракообразные, черви и мелкая рыба.

## Размножение
Нерестятся бровастые терпуги осенью или зимой. Икра бурого, голубого или фиолетового цвета.

## Бровастые терпуги и человек
Многие виды рода добываются людьми ради мяса.

## Иллюстрации

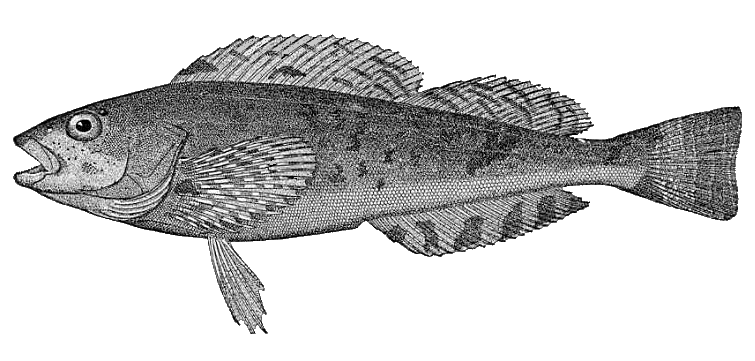
Пятнистый терпуг
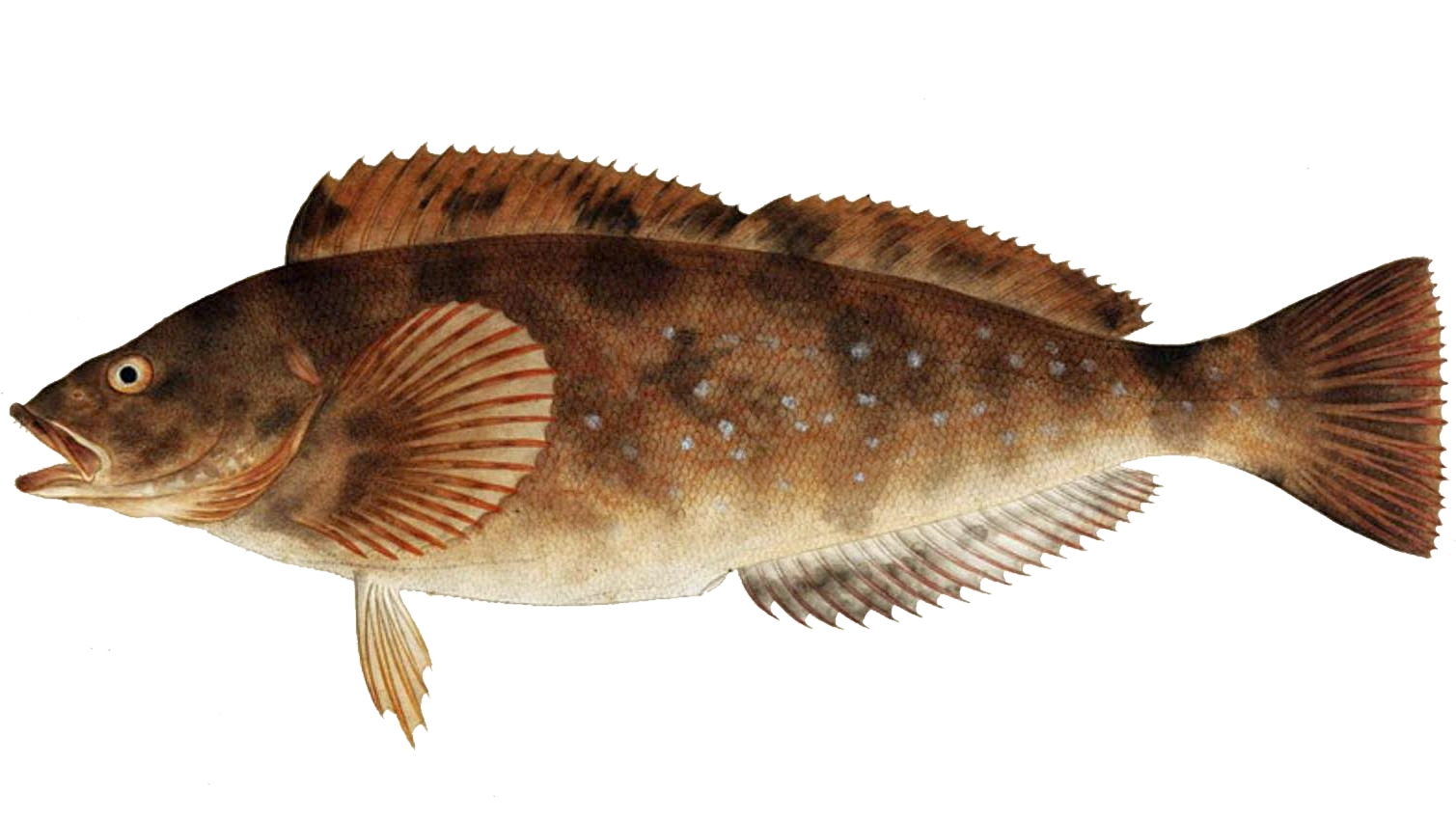
Японский терпуг
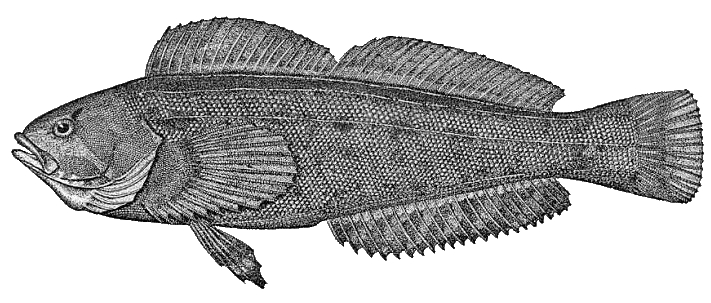
Бурый терпуг
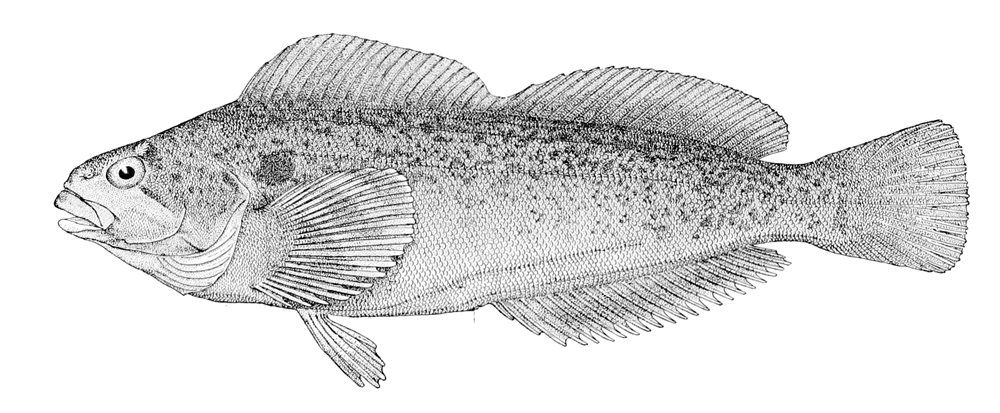
Красный терпуг
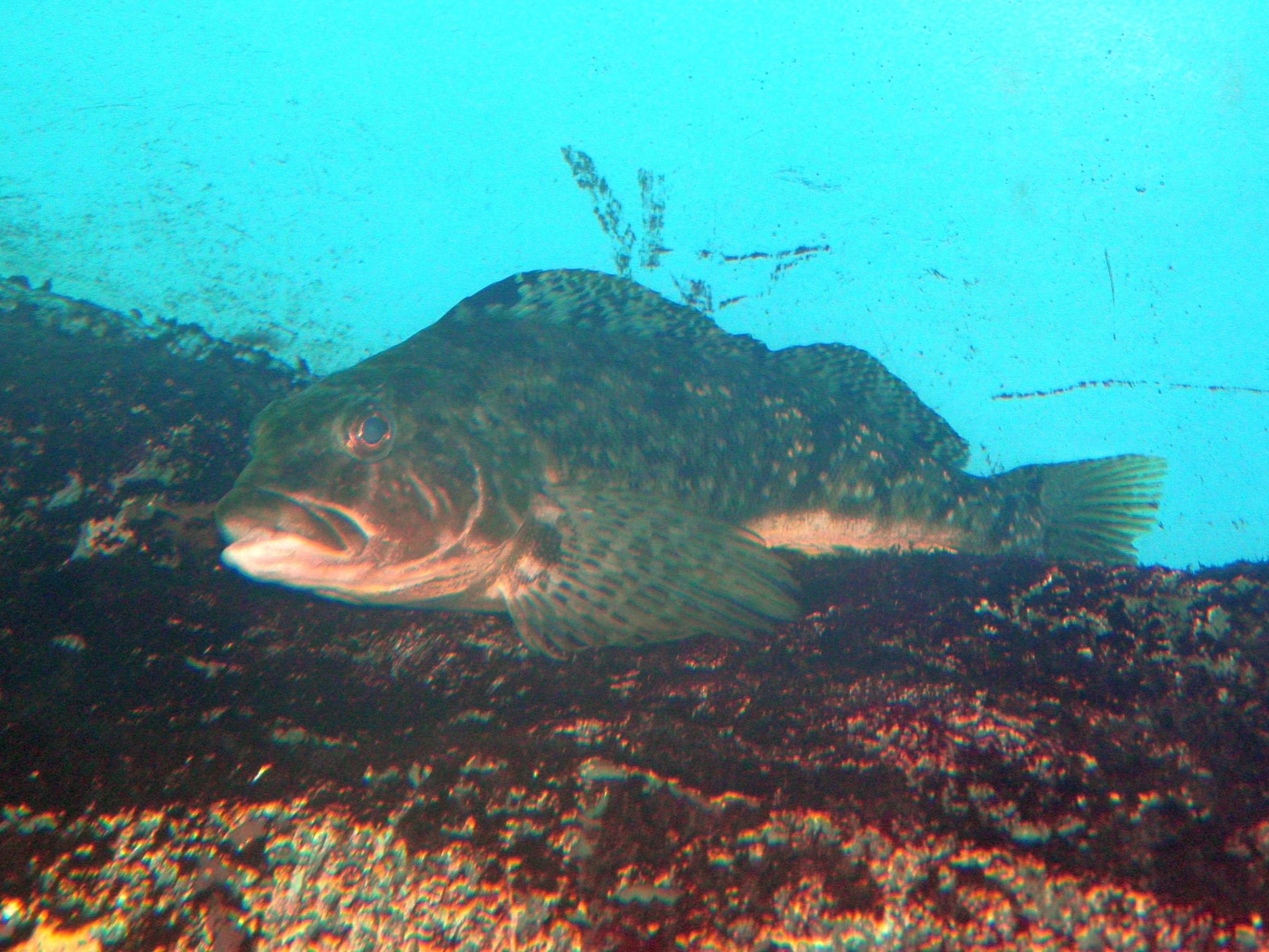
Однолинейный терпуг